# Protoptila quinoi
Protoptila quinoi är en nattsländeart som beskrevs av Bueno-soria och Santiago de Fragoso 1979. Protoptila quinoi ingår i släktet Protoptila och familjen stenhusnattsländor. Inga underarter finns listade i Catalogue of Life.